# Духовное сословие в Российской империи
Духовное сословие в Российской империи, поповское сословие включало мужчин и женщин православного духовенства. 
Относилось к привилегированным сословиям: освобождалось от подушной подати, рекрутской повинности и телесных наказаний.  

## История
См.: Русская православная церковь, История Русской церкви, Духовенство в допетровское время
Православные священники появляются на Руси еще до ее Крещения, о чем свидетельствует упоминание в "Повести временных лет" киевской церкви св. Ильи под 944 годом (правда, спорное).  Однако формирование духовенства в России шло уже параллельно со становлением Русской православной церкви.  В первых церквях Х века в Киеве и Новгороде служили священники, присланные из Византии. 
За пределами крупных городов постепенно сформировались церковные округа («погосты», «уезды», «переезды»), к 15 в. они были вытеснены приходами.

## Характеристика
В поместных православных церквях в духовенство (клир) входят только мужчины. Духовенство составляет три степени священства: диакон, священник (иерей) и епископ (архиерей). Архиерейство достижимо только для монашествующих. 
В православии священство бывает как вступившим в брак (т. н. белое духовенство), так и монахами, рукоположенными в священный сан (чёрное духовенство — давших обет безбрачия.).
Должности православных священнослужителей  - священники, диаконы; церковнослужителей - дьячки, пономари. (См. Духовный сан, Церковнослужитель, Клир).
Полный причт приходской церкви состоял из: 
- священника (попа),
- диакона (эта должность существовала не повсеместно),
- дьячка,
- пономаря (нередко заменялся сторожем),
- звонаря,
- сторожа
- просвирни (с 12 века; женщина, которая пекла просфоры)[1].

Со Средних веков духовенство имело ряд "канонических привилегий" - оно было подсудно только архиерейскому суду, управлялось церковными иерархами, освобождалось от гос. службы и налогов в пользу государства.
Рукоположение в священники осуществлял местный епископ. Кандидат должен был состоять в церковном браке. Священниками не могли стать холопы, убийцы, разбойники, должники и двоеженцы. Собор 1273 года запретил привлекать кандидатов в священники к ручному труду и определил плату за «поставление». 

### Налоги и переписи
Духовное сословие не относилось к податным ("ревизским душам"), однако учитывалось в ревизских сказках при подушных переписях.

### Переходы между сословиями
Сословная принадлежность наследовалась в случае, если дети получали доступное им образование в духовных училищах, семинариях и академиях, а затем получали духовный сан, либо занимали церковную должность (дьячка, пономаря и т. д.). В противном случае они исключались из сословия и должны были избрать себе род занятий, т. е. поступить на службу, приписаться к мещанскому сословию или (если позволяли средства) записаться в купцы. 
Все дети духовенства могли переходить в другие сословия; дети священнослужителей имели право поступать на государственную службу. 
До 1884 года выпускники духовных семинарий имели право поступления в университеты, по окончании которых они приобретали соответствующие сословные и служебные права; затем их лишили этого права, сохранив возможность получения лишь медицинского образования; с 1894 года для выпускников духовных семинарий был открыт Сибирский университет, а с 1896 — и университеты, расположенные на национальных окраинах (Варшавский, Юрьевский, Финляндский). 
Формально священником мог стать каждый, получивший соответствующее образование либо обладающий необходимой подготовкой, но на практике лица из других сословий пополняли ряды духовенства крайне редко, в основном — выходцы из низших сословий и в XIX веке главным образом в отдалённых местностях. 
С 1869 духовное образование юридически стало всесословным, как и право на рукоположение в священнослужители, а наследование приходов отменили.

### Численность
К XV веку в русских землях существовало около 6,5 тыс. храмов; в среднем на храм приходилось не более 2,4 служителей, тогда общее число лиц духовного звания, по мнению некоторых исследователей, не могло превышать 15,6 тыс. человек.
В 1914 году по официальным данным обер-прокурора Святейшего синода общее число представителей белого (приходского) духовенства и церковнослужителей составило 112 629 человек. Кроме того, в ведении Святейшего синода было 1 025 монастырей и общин: 550 мужских (с 11 845 монахами и 9 485 послушниками) и 475 женских (с 17 283 монахинями и 56 016 послушницами). 

### Финансы
Первоначально духовенство содержалось за счет приходской общины или ктитора храма, иногда оно оформлялось т.н. "ружной грамотой", где оговаривались условия жалования. Эта руга, выплачивавшаяся позднее из казни, бывала денежной или натуральной, для всего причта храма или конкретных лиц.
Духовенство имели личное хозяйство, обрабатывали землю, принадлежавшую храму, брали землю в аренду. Они получали доходы от церковных вотчин, сёл и деревень (ими занимался староста церковной общины), полученные по завещанию или дарственной. 
Духовные лица могли владеть участками земли и сами. Доходы от торговли и ростовщической деятельности считались несовместимыми. При этом светские власти неоднократно предоставляли храмам право беспошлинной торговли.

### Фамилии
- Фамилии духовенства
  - Семинаристские фамилии

## Архивные источники
- Клировые ведомости
- Исповедные ведомости
- Епархиальные ведомости

## Другие конфессии
Мусульманские религиозные деятели в Российской империи в зависимости от своей сословной принадлежности относились к крестьянам, купцам и мещанам. Аналогичная практика применялась и к иудейским духовным лицам.